# ارینا ناکایاما (بازیگر)
ارینا ناکایاما (انگلیسی: Erina Nakayama؛ زادهٔ ۱ ژوئن ۱۹۹۵) بازیگر، مدل (شخص) اهل ژاپن است.